# Georgsdock

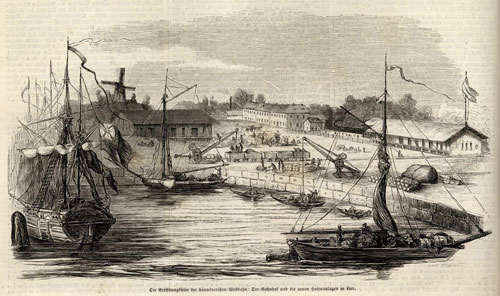
Georgsdock im Vordergrund, Bahnhof im Hintergrund (1856)

Das Georgsdock, auch Eisenbahndock, in Leer (Ostfriesland) war ein Hafenbecken für Handelsschiffe, das in den 1850er Jahren angelegt wurde. Der Hafen wurde nach dem letzten König von Hannover, Georg benannt.

## Geschichte
In den Jahren um 1840 erlebte Leer eine wirtschaftliche Blütezeit, in der die Umschlagzahlen zum Teil über denen der größeren Stadt Emden lagen, und zur Mitte des 19. Jahrhunderts war Leer Ostfrieslands wichtigster Ausfuhrhafen für landwirtschaftliche Produkte. Durch die Eröffnung des Leeraner Bahnhofs im Juni 1856 verlagerte sich ein Teil des Wirtschaftslebens der Stadt weg vom Bereich um das Rathaus und die Waage hin zur Anbindung an die Hannoversche Westbahn. Schon zwischen 1854 und 1856 wurde dem Bahnhof gegenüber ein neuer Hafen parallel zur Bahn angelegt, der sich bis zum Fluss Leda erstreckte, woraufhin mehr Schiffsverkehr im Georgsdock beim Bahnhof stattfand. Um einen tideunabhängigen Ladungsumschlag zu ermöglichen, wurde in den Jahren 1858 und 1859 dort ein Dockhafen angelegt, dessen Tore sich gegenüber dem seinerzeit noch an der tideführenden Leda gelegenen Leeraner Hafen absperren ließen, und bis 1861 waren alle Arbeiten am Georgsdock abgeschlossen. Zwei Jahre darauf wurde das zwischen Bahnhof und Georgsdock gelegene Zollhaus eingeweiht und 1885/86 wurde in unmittelbarer Nähe das Kaiserliche Postamt eröffnet, womit in Bahnhofsnähe ein neues Zentrum entstand. 1869 wurde eine private Badeanstalt mit Badehalle im Dockhafen eingerichtet. Mit der Eröffnung der Seeschleuse Leer im April 1903 wurde der gesamte Hafen tideunabhängig und in den Folgejahren verlor das Hafenbecken weiter an Bedeutung, sodass es in den Jahren 1925 bis 1928 größtenteils zugeschüttet wurde. Im Jahr 1929 baute die Stadt ein neues Schwimmbad im verbliebenen Teil des inzwischen verfüllten Dockhafens. Später wurde auch der Rest des verbliebenen Hafens aufgefüllt. Im nördlichen Bereich des ehemaligen Georgsdocks wurde in den Jahren 1974 bis 1978 das neue Postamt mit rückwärtigem Betriebsgelände errichtet.
Die „Georgstraße“, die in etwa auf dem früheren Westufer verläuft, und die Straße „Am Dock“ auf dem Gelände des verfüllten Ledabogens erinnern heute noch an das ehemalige Hafenbecken.

## Beschreibung
Der etwa 1,8 Hektar große Hafen am Georgsdock wurde zusätzlich zum offenen Flusshafen als Anbindung an die Eisenbahnlinie in Nordsüd-Achse angelegt. Der Dockhafen war etwa 245 Meter lang und 75 Meter breit. Die Ostseite des Hafens war nur acht Meter vom am nördlichen Teil der Ostseite gelegenen Zollhaus entfernt und mit einer 400 Meter langen massiv gegründeten Kaianlage versehen. Auf der der nördlichen Hälfte der Westseite und den beiden Schmalseiten lagen hölzerne Löschbrücken auf hölzernem Unterbau. Alle Anleger waren mit Kränen bis zu vier Tonnen Hubkraft und mit Eisenbahn-Anschlüssen ausgerüstet. Der südliche Teil der Westseite war unbefestigt. Die Einfahrt zum Hafen war rund 17 Meter breit und hatte bei gewöhnlichem Hochwasser eine Drempeltiefe von fünf Metern. Das Tor für den Tideabschluss öffnete nach innen.